# Шестаков, Николай Парфирьевич
Никола́й Парфи́рьевич Шестако́в (1954—1978) — советский серийный убийца и насильник, действовавший в 1975—1976 годах в Московской области и Москве совместно с сообщниками: приятелем Андреем Владимировичем Шуваловым (род. 1957) и младшим братом Владимиром Парфирьевичем Шестаковым (5 декабря 1959—18 апреля 2011).

## Биография
Был женат, имел ребёнка. Работал водителем грузовика.
В 1975—1976 годах убил 12 девушек и женщин и совершил 4 покушения. Жертв выбирал на автобусных остановках. Убийства совершал, нанося удары по голове тяжёлым металлическим предметом, чаще всего кувалдой. Все убийства сопровождались изнасилованием и ограблением потерпевших и нередко совершались преступником в состоянии алкогольного опьянения. Трупы затем подбрасывались на мусорные свалки. Вместе с ним в преступлениях участвовали 2 сообщника — 18-летний Андрей Шувалов, арестованный в ноябре 1975 года, а затем 16-летний брат Владимир Шестаков. Преступления совершались в Люберецком районе Московской области. Кроме того, Николай Шестаков совершил убийства в Балашихинском районе и в Москве.
12 марта 1976 года Николай Шестаков был арестован оперативниками, когда планировал совершить очередное преступление. При задержании у него была изъята кувалда. На его одежде и в салоне на правом сиденье его грузовика «КрАЗ» были обнаружены образцы крови жертв. Во время конвоирования на заседания суда Николай Шестаков сумел бежать, но вскоре был вновь задержан на квартире своего знакомого.
Во время суда Шестакова с сообщниками с трудом удалось спасти от линчевания публикой. В 1977 году суд приговорил Николая Шестакова к высшей мере наказания — смертной казни, его брата Владимира — к 4 годам лишения свободы и принудительному лечению от алкоголизма, Андрея Шувалова — к 15 годам лишения свободы.
Николай Шестаков был расстрелян в 1978 году. Его брат Владимир вышел на свободу, умер в 2011 году. Дальнейшая судьба Андрея Шувалова неизвестна.

## В массовой культуре
- Документальный фильм «Братья по крови» из цикла «Следствие вели» (2009)
- Документальный фильм «Дракон о трёх головах» из цикла «Легенды советского сыска» (2017)